# Euodynerus pseudocoriaceus
Euodynerus pseudocoriaceus är en stekelart som beskrevs av Giordani Soika. Euodynerus pseudocoriaceus ingår i släktet kamgetingar, och familjen Eumenidae. Inga underarter finns listade i Catalogue of Life.